# Archangai-Aimag
Koordinaten: 47° 30′ N, 101° 30′ O

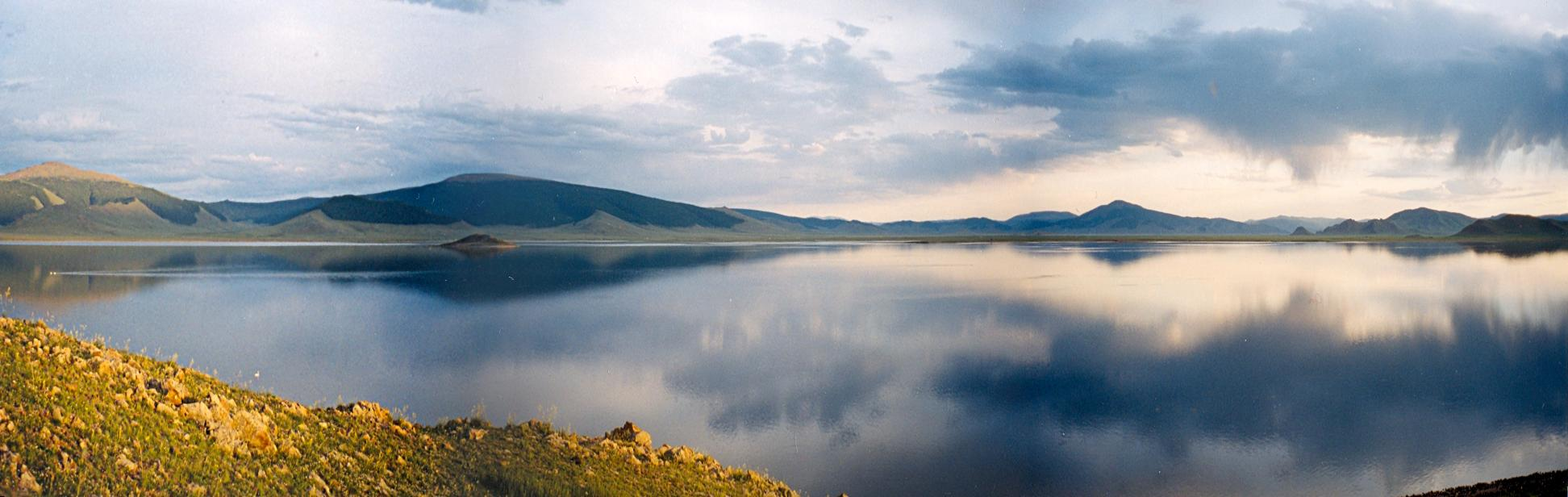
Panoramaansicht des Terchiin Tsagaan Nuur

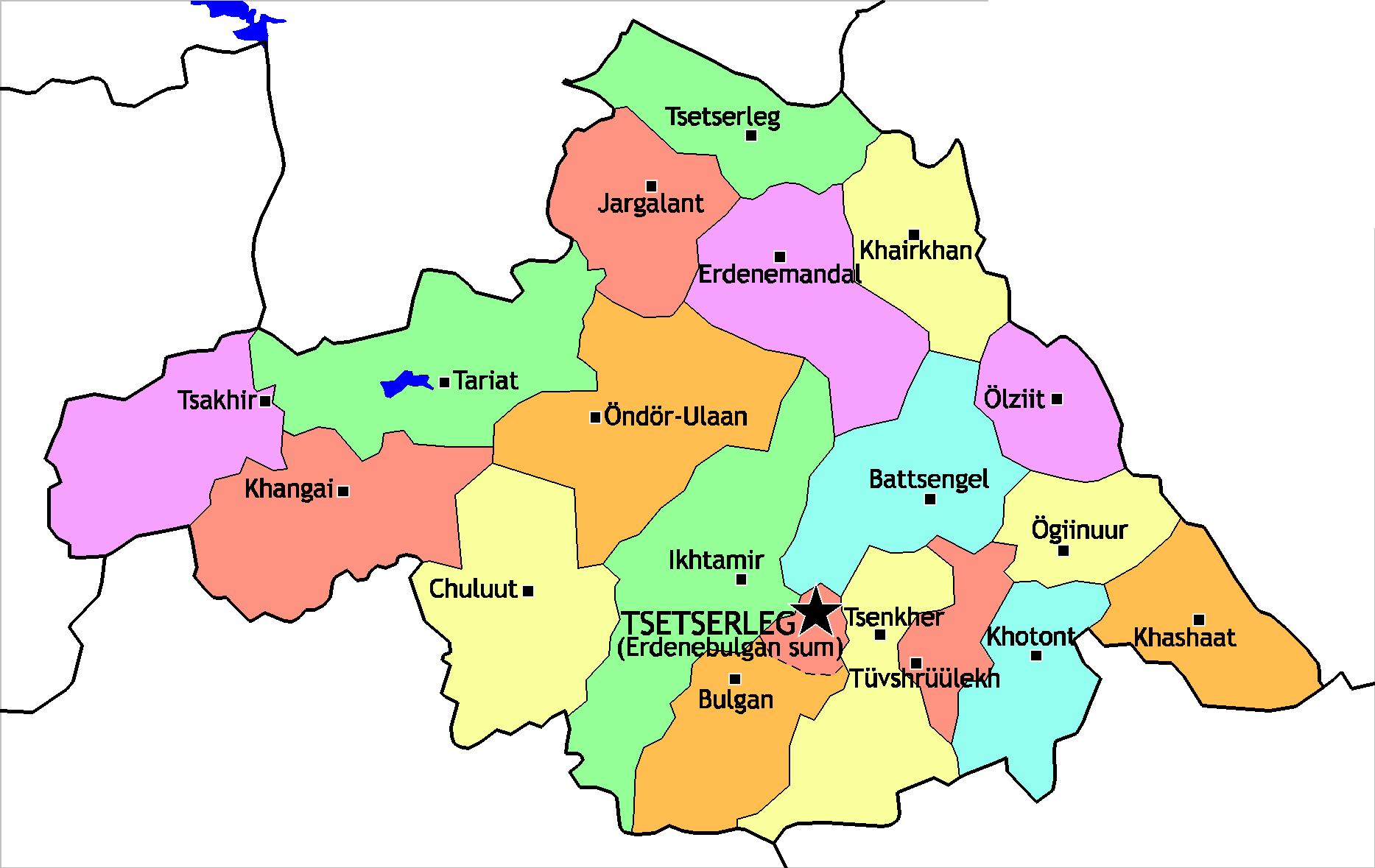
Die Sum des Archangai-Aimag (englische Schreibweise der Namen)

Der Archangai-Aimag (mongolisch Архангай аймаг) ist ein Aimag (Provinz, Region) der Mongolei und liegt etwas westlich vom Zentrum des Landes.
Der Name dieses Aimag bedeutet „Nord-Changai“ und spielt auf die Lage auf der Nordseite des Changai-Gebirges an.

## Geographie
Der Archangai-Aimag liegt im Inneren des Landes und grenzt an folgende Aimags: Bulgan (Nordosten), Öwörchangai (Südosten), Bajanchongor (Süden), Dsawchan (Westen) und Chöwsgöl (Nordwesten).

### Gewässer
In den Tälern des Changai entspringen im Archangai die Flüsse Tschuluut, Chanui und Tamir, welche mit einigen kleineren Nebenflüssen alle zum Einzugsgebiet des Selenge gehören. Zudem fließt der Orchon für eine kurze Strecke durch das östliche Ende des Territoriums.
Im Westen liegt der Nationalpark Chorgo Terchiin Tsagaan Nuur  mit dem See Tsagaan Nuur, um welchen sich eine interessante Entstehungslegende rankt. Ein Riese soll einen großen Felsbrocken gepackt, und weggeworfen haben. Als er zurückschaute, sah er eine helle Fläche, und rief erstaunt aus: "Schau, ein weißer See!". Der Ausruf ist als Name des Sees erhalten geblieben. Der Felsbrocken liegt weiter östlich und hat den Namen Taichar Tschuluu. Der kleine See Ögii Nuur liegt ganz im Osten im gleichnamigen Sum.

## Verkehr
Der Flughafen Tsetserleg (ZMTG/TSZ) verfügt über eine unbefestigte Landebahn und bietet regelmäßige Verbindungen von und nach Ulaanbaatar.

## Administrative Gliederung
Die Hauptstadt Tsetserleg ist geographisch im Bulgan-Sum im Süden das Aimag gelegen, wird aber als unabhängige Gemeinde verwaltet. Sie sollte auch nicht mit dem Tsetserleg-Sum im Norden verwechselt werden.
| Sum           | Mongolisch   | Bevölkerung (2008) | Bevölkerung (2009) | Sum Zentrum Bevölkerung (2009) | Bevölkerung (2020) |
| ------------- | ------------ | ------------------ | ------------------ | ------------------------------ | ------------------ |
| Bat-tsengel   | Батцэнгэл    | 3.855              | 3.846              | 1.096                          | 3.781              |
| Bulgan        | Булган       | 2.361              | 2.434              | 961                            | 2.769              |
| Erdenebulgan* | Эрдэнэбулган | 18.022             | 17.770             | 17.770                         | 21.581             |
| Chairchan     | Хайрхан      | 3.558              | 3.656              | 739                            | 3.781              |
| Changai       | Хангай       | 2.805              | 2.926              | 795                            | 3.255              |
| Chaschaat     | Хашаат       | 3.305              | 3.344              | 802                            | 3.212              |
| Chotont       | Хотонт       | 4.809              | 4.440              | 7741                           | 4.370              |
| Dschargalant  | Жаргалант    | 4.114              | 4.111              | 1.035                          | 4.411              |
| Erdenemandal  | Эрдэнэмандал | 5.843              | 5.933              | 1.091                          | 5.640              |
| Ich-Tamir     | Их тамир     | 5.154              | 5.247              | 1.050                          | 5.628              |
| Tariat        | Тариат       | 5.022              | 5.086              | 644                            | 4.960              |
| Tschuluut     | Чулуут       | 3.749              | 3.744              | 935                            | 4.164              |
| Tsachir       | Цахир        | 2.126              | 2.143              | 438                            | 2.440              |
| Ögii nuur     | Өгий нуур    | 3.041              | 3.086              | 622                            | 3.127              |
| Öldsiit       | Өлзийт       | 3.037              | 3.102              | 829                            | 3.417              |
| Öndör-Ulaan   | Өндөр-Улаан  | 5.729              | 5.798              | 1.097                          | 5.807              |
| Töwschrüülech | Төвшрүүлэх   | 3.410              | 3.438              | 1.869                          | 2.927              |
| Tsencher      | Цэнхэр       | 5.387              | 5.414              | 997                            | 6.038              |
| Tsetserleg    | Цэцэрлэг     | 3.955              | 3.813              | 848                            | 3.822              |

* - Die Hauptstadt Tsetserleg des Aimag